# Samit
Samit is de verzamelnaam voor een type weefsel dat in Japan geïntroduceerd werd door China in de 8e eeuw. Het was in die periode zowel in China als in Byzantium erg populair. Het is een complex weefsel met meerdere soorten kettingdraden en inslagdraden. Oorspronkelijk bestond het volledig uit zijde, maar vandaag bestaat ten minste de inslagdraad uit zijde. Voor de kettingdraad wordt in moderne samit-weefsels ook wel polyester gebruikt.